# Люди среди деревьев
Люди среди деревьев (англ. The People in the Trees) — роман 2013 года американской писательницы Ханьи Янагихары. Книга была основана на жизни Даниела Карлтона Гайдузека, нобелевского лауреата 1976 года в области физиологии и медицины, обвиненного в 1996 году в растлении малолетних.

## Сюжет
Книга рассказывает о докторе Нортоне Перина, который в 1950 году отправляется в Микронезию в поисках одного из неконтактных народов, по легенде, одаренного вечной жизнью. Герой со своим помощником обнаруживают племя, и понимают, что их долгая жизнь связана с употреблением в пищу мяса черепах, а также из-за этого мяса у селян происходят повреждения головного мозга. Нортон Перина ловит одну из черепах и увозит на родину, где открытие спровоцировало фармацевтические компании к полному уничтожению этого вида черепах и разорению острова.
Нортон Перина возвращается на остров и начинает усыновлять местных детей. Позднее один из приемных детей обвиняет Нортона в растлении, и доктора арестовывают.

## Рецензии
Ханья Янагихара получила в основном положительные отзывы за свой дебютный роман. О романе написали в The New York Times, The Guardian, The Independent, Vogue.
На русском языке книга издана в 2018 году издательством Corpus. Перевод был выполнен Виктором Сонькиным.